# هشام مصطفى
هشام مصطفى مواليد 1 يوليو 1952 في العراق، هو لاعب كرة قدم عراقي سابق كان يلعب في مركز الهجوم، لعب في صفوف منتخب العراق في عام 1975 وعام 1976.